# Annie Marie Youngman
Annie Marie Youngman, née le 25 février 1859 à Saffron Walden et morte le 10 janvier 1919 à Londres, est une peintre britannique spécialisée dans l'aquarelle. 

## Biographie
Anne Marie Youngman est la fille du peintre-graveur Jean Mallows Youngman qui a réalisé des gravures pour le livre Sketches of Saffron Walden,. Sa mère est Mary Ann Hinchliff (1833 - 1919). Vers 1871, la famille déménage à Londres. En 1881, Annie-Marie Youngman étudie à la Royal Academy Schools, vivant à Notting Hill Terrace à Kensington, avec ses parents et son frère cadet George Mallows.
En septembre 1882, elle remporte un prix pour sa peinture à l'huile Yussuff, or A Modern Egyptian à l'exposition de la Fine Art Society de Bury St Edmunds. Elle expose aussi des œuvres à la Royal Academy, à la Royal Institute of Painters in Water Colours (en), ainsi qu'au Palais des Beaux-Arts lors de l'Exposition universelle de Chicago en 1893. En 1905, ses tableaux From a Neapolitan Villa et Who Loves a Garden Loves a Greenhouse too sont inclus dans le livre Women Painters of the World. En 1911, elle réside au Thackery Hotel à Russell Street à Bloomsbury à Londres. 
En 1919, Annie Mary Youngman meurt à Camberwell à Londres. À sa mort, elle est célibataire et laisse sa succession de 15 457 £ à son frère le révérend George Mallows Youngman. Elle est nommée à titre posthume membre du Royal Institute of Painters in Water Colours la même année.

## Galerie
Elle réalise des portraits, mais la majorité de ses œuvres sont des natures mortes et des paysages.

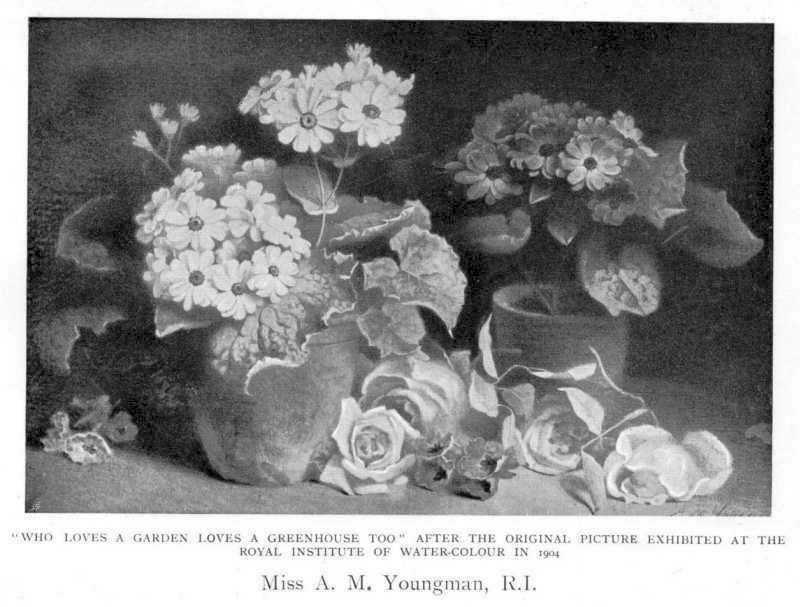
Who Loves a Garden Loves a Greenhouse too.
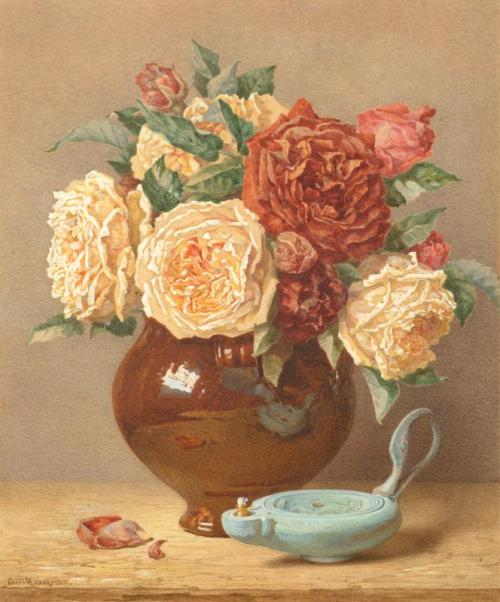
The Old and the New.
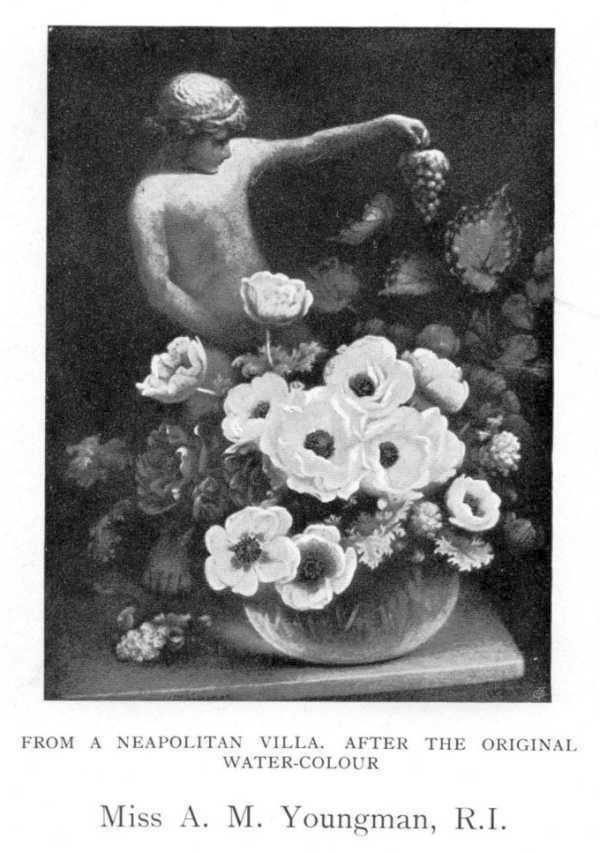
From a Neopolitan Villa.